# Chittagong
Chittagong (bengalski: চট্টগ্রাম) drugi je po veličini grad u Bangladešu. 
Najprometnija je luka u Bangladešu i Bengalskom zaljevu. Grad je poznat i kao poslovna prijestolnica Bangladeša. Administrativno je sjedište istoimene jedinice i okruga. Grad se nalazi na obalama rijeke Karnaphuli između Chittagong Hill Tracts i Bengalskog zaljeva. Šire područje Chittagonga je 2022. imalo više od 8,2 milijuna stanovnika. U 2020. gradsko područje imalo je više od 5,2 milijuna stanovnika. Grad je dom mnogim velikim lokalnim tvrtkama i igra važnu ulogu u bangladeškom gospodarstvu.
Chittagong čini 12% BDP-a Bangladeša, uključujući 40% industrijske proizvodnje, 80% međunarodne trgovine i 50% poreznih prihoda. Lučki grad dom je mnogih najstarijih i najvećih tvrtki u zemlji. Luka Chittagong je jedna od najprometnijih luka u južnoj Aziji. Najveća baza mornarice Bangladeša nalazi se u Chittagongu, zajedno sa zračnom bazom bangladeškog ratnog zrakoplovstva, garnizonima bangladeške vojske i glavnom bazom bangladeške obalne straže. Istočna zona bangladeške željeznice nalazi se u Chittagongu. Burza dionica u Chittagongu jedno je od dva tržišta dionica u Bangladešu s preko 700 uvrštenih tvrtki. Chittagong Tea Auction robna je burza koja se bavi bangladeškim čajem. CEPZ i KEPZ ključne su industrijske zone s izravnim stranim ulaganjima. Grad opslužuje međunarodna zračna luka Shah Amanat za domaće i vanjske letove. Tunel Bangabandhu Šeik Mujibur Rahman, prvi i jedini podvodni cestovni tunel u Južnoj Aziji, nalazi se u Chittagongu. Grad je rodni grad istaknutih ekonomista, nobelovca, znanstvenika, boraca za slobodu i poduzetnika kao što je Muhammad Yunus. Chittagong ima visok stupanj vjerske i etničke raznolikosti među bangladeškim gradovima, unatoč velikoj muslimanskoj većini. Manjine uključuju: hinduse, kršćane, budiste, čakme, marme, tripuriste, garose i druge.

## Galerija
- Most Karnafully
- Park Jamboree
- Most Šah Amanat
- Stadion kriketa Zohur Ahmed Chowdhury